# Dienerella huguettae
Dienerella huguettae is een keversoort uit de familie schimmelkevers (Latridiidae). De wetenschappelijke naam van de soort werd in 1991 gepubliceerd door Vincent.